# Armando José Vélez Mendoza
Armando José Manuel Vélez Mendoza (Moquegua, 22 de abril de 1867-Lima, ?) fue un político peruano. Fue oficial mayor del Congreso, diputado por Lima (1897-1899) y por Moquegua (1899-1906), y ministro interino de Hacienda (1913-1914).

## Biografía
Hijo del magistrado José Miguel Vélez Cossío y de María Ludgarda Mendoza Fernández Maldonado. Cursó sus estudios escolares en el Colegio Nacional Nuestra Señora de Guadalupe. Luego ingresó a la Universidad Mayor de San Marcos, donde cursó en la facultad de Ciencias Políticas y Administrativas, y en la facultad de Jurisprudencia. Por sus cualidades oratorias, participó de la dirigencia universitaria.
Casado con la iqueña María Antonieta Picasso Mena, fue padre de varios hijos, entre ellos José Miguel Vélez Picasso, que fue periodista.
En 1890 inició su carrera pública como secretario de la Prefectura de Lima. En 1892 fue elegido Diputado suplente por Canta. Tras el triunfo de la revolución coalicionista de 1894-1895 fue nombrado Oficial Mayor de la Cámara de Diputados y del Congreso.
En 1897 fue elegido diputado por Lima, y en 1899, por Moquegua; en esta última ocasión formó parte de la Mesa Directiva como secretario. Tuvo una activa participación en los debates parlamentarios y se enfocó en las acciones de fiscalización. Durante el gobierno de Eduardo López de Romaña, se contó entre los diputados que interpelaron y censuraron al gabinete ministerial presidido por Domingo Almenara Butler (septiembre de 1901).
Finalizado su periodo parlamentario en 1906, volvió a ejercer el cargo de Oficial Mayor de la Cámara de Diputados, que ejerció hasta 1911, cuando renunció como protesta por los atentados cometidos por el gobierno de Augusto B. Leguía (el primero) contra la Cámara de Diputados, ocurridos los días 13 y 14 de julio de dicho año. Este gesto le valió un voto de simpatía parlamentaria.
Regresó a la función pública en el siguiente gobierno de Guillermo Billinghurst. En 1912 fue nombrado director general de Administración del Ministerio de Hacienda y Comercio. Cuando el 23 de diciembre de 1913 se produjo la renuncia del titular de dicho ministerio (Baldomero Maldonado), se hizo cargo interinamente del despacho. Allí se mantuvo, hasta el fin del gobierno.
Producido el golpe de Estado de 4 de febrero de 1914, se alejó de la vida política y se dedicó a viajar por diversos países de Europa y América.